# Medabots
Médabots (メダロット, Medarotto, également connu sous Medarot) est originellement un jeu vidéo conçu en 1997 sur Game Boy. Le jeu a plus tard été adapté en plusieurs saisons d'anime produit par Bee Train. Possédant 52 épisodes, la série a originellement été diffusée sur TV Tokyo du 2 juillet 1999 jusqu'au 30 juin 2000. Medarot Damashii, la deuxième saison de la série, produite par Production I.G, a été diffusée du 7 juillet 2000 jusqu'au 30 mars 2001. En France, la série a été diffusée à partir de l'année 2001 sur les chaînes télévisées Fox Kids et Jetix, en 2002 sur France 3 et sur Télétoon,. Au Canada, la version française originale a été diffusée sur Télétoon.
Une série de manga, écrite par Horumarin, a également été commercialisée. Elle a été prépubliée entre 1999 et 2000 dans le magazine pour enfants Comic Bom Bom, puis publiée en volumes reliés par Kōdansha. Les mangas Médarot et Médarot 2 ont été traduits et publiés en français par Pika Édition.
Également, des jeux vidéo ont été commercialisés sur de multiples consoles, incluant la GameCube, la Game Boy Advance et la Nintendo DS.

## Synopsis
La série relate les aventures des Medabots, des robots possédant une intelligence artificielle, dont le seul but est d'obéir et de servir les humains. Plus tard, dans la série, il est commenté que les Medabots auraient apparemment vécu depuis plus d'un millier d'année; étant les survivants de leur espèce qui a été dissoute dans une guerre, et pour devenir de puissants guerriers, ils se sont construits leur propre armure. Cependant, ces guerres ont décimé leurs civilisations, et les survivants ont encodés leur mémoire sur une pièce de métal hexagone. Ces "médaillons", qui ont été clonés en masse par la Corporation Medabot (corporation découvert par le Dr. Aki), sont l'équivalent pour un Medabot, de l'âme et de la conscience.
La série débute avec un jeune garçon âgé de dix ans nommé Ikki Tenyrō, qui veut devenir "Medachampion". Mais Ikki est incapable de s'offrir un Medabot, et ses parents refusent de lui en acheter un. Cependant, il réussit à obtenir assez d'argent pour s'acheter un vieux modèle, et, avec un peu de chance, il trouve un médaillon dans une rivière. Ikki l'insère immédiatement dans le robot qu'il a acheté et qu'il a nommé Metabee. Le seul problème est que le médaillon qu'il a trouvé donne à Metabee quelques problèmes d'attitude (un problème rarement perçu chez les Medabot), ce qui mène Ikki à penser qu'il est défectueux. Cependant, il est plus tard révélé que Metabee possède un médaillon rare. Les médaillons rares sont gardés secret par la Corporation Medabot. Il existe un gang malfaisant de voleur de médaillon nommé "Gang du Latex".

## Composition et champ lexical
- Le Medasquelette est le squelette de Medabot, la base même du robot.
- Les Medaléments sont les pièces qui s'attachent au medasqulette, elles sont en quelque sorte les muscles du Medabot. Les medaléments sont aussi bien les armes (épées, griffes, armes à feu…) que l'armure du robot ce qui le protège. Ils sont souvent représentés schématiquement dans l'animé pour nous montrer les débats reçus au combat. Les principaux medaléments sont la tête et le torse, les bras et les jambes. Si les dégâts d'un medalément atteignent 100 %, le Medabot ne pourra plus ni l'utiliser ni même le bouger.
- Le Médaillon est une petite pièce hexagonale qui doit être insérée au dos du Medabot. C'est l'esprit, le cerveau du Medabot, ce qui lui permet de se mouvoir a sa guise. Des logos sont gravés sur chaque médaillon pouvant représenter des animaux.
- La Robataille est un combat qui oppose les Medabots les uns contre les autres. Celui qui remporte une Robataille remporte un Medalément de l'adversaire.
- La Medamontre est une montre qui permet au Medachampion de communiquer avec son Medabot lors d'une Robataille, de remplacer un ou plusieurs Medalément par d'autres, et permet même de téléreporter son Medabot ou qu'il soit pour pouvoir combattre n'importe ou. La Medamontre contient une encoche ou le Médailion peut être disposé.
- Le Medachampion est une personne possédant un Medabot et le aidant combattre.

## Personnages principaux
- Ikki Tenryou (天領イッキ, Tenryō Ikki?) est un garçon bienfaisant et très naïf, bien que timide. Au départ, Ikki est incapable de se trouver un Medabot. Mais plus tard, il trouve un médaillon dans une rivière et l'insère dans son robot qu'il a nommé Metabee. Metabee, étant arrogant et désobéissant, laissait Ikki perplexe. Après avoir combattu à maintes reprises, les deux compères se lient d'amitié. Il devient mature au fur et à mesure des combats dans la série.
- Erika est la meilleure amie de Ikki, en grande reportrice elle a toujours sur elle un appareil photo, un micro ou une caméra pour ne manquer aucune exclusivité. Toujours à l'affut pour enquêter et découvrir les mystères que nos héros rencontrent. Son Medabot est « Brass ».
- Karin est une jeune et riche jeune fille que Ikki rencontre en traversant une route. Elle étudie dans une école privée, elle très gentille avec tout le monde et se soucie des autres. Son Medabot est « Neutranurse ».
- Koji est l'amie de Karin, ils se connaissent depuis leur jeunes âges, il va dans la même école que Karin et est sans doute aussi aisé qu'elle. Coji est aussi le rival de Ikki et ils se livreront plusieurs robatailles au fil de la série. Son Medabot est « Sumilidon ».
- Samantha est la chef de gang qui est composé d'elle même et de deux de ses amis. Toujours prête pour une robataille, elle aime provoquer les autres et est plutôt du genre agressive. Son Medabot est « Papercat ».
- Spike est l'un des deux compagnons de Samantha, il est le plus grand de la bande et a les cheveux hérissés. Un peu peureux sur les bords, il fait quelquefois preuve d'un certain courage et est très dévoué à son chef. Son Medabot est « Cyandog ».
- Sloan est le deuxième subalterne de Samantha, il porte une casquette rouge et blanche et suit Samantha partout où elle va. Son Medabot est « Totalizer ».
- Rintaro est le plus jeune et le plus petit de nos héros. Il possède une personnalité très énergique prêt à tout pour pouvoir progresser. Son Medabot « Kantaroth » ressemble beaucoup à Metabee, étant donné qu'il est de même modèle, cela dit, sa version est plus récente que celle de Metabee.

## Medabots
- Metabee (メタビー, Metabī?, en anglais « Metal Beetle » (scarabée de métal)) est un Medabot appartenant à Ikki Tenryou. Metabee est un type scarabée Medabot est spécialisé dans les tactiques de revolvers. Il possède un médaillon rare qui lui permet d'accéder à la Medaforce. Metabee est connu pour être assez agressif et arrogant, et cause souvent des problèmes à cause de son attitude de forte-tête. Il désobéit souvent à son maître Ikki, mais il partage une grande complicité avec lui.
- Brass est le Medabot d'Erika, ses couleurs principales sont le bleu le rose et le beige. Elle est serviable et toujours prête à suivre Erika dans ses reportages. Elle ressemble à une écolière.
- Neutranurse est les Medabot de Karin, ses couleurs principales sont le rose claire et le blanc. Sa spécialité est le soin mais elle est aussi capable de générer des boucliers de champs de force pour se protéger. Son aspect est celui d'une infirmière.
- Sumilidon est le Medabot de Koji, sa couleur principale est le jaune pale. Il est rapide et possède des griffes à son bras droit.
- Peppercat est le Medabot de Samanta, comme son nom l'indique, elle a l'apparence d'un chat, possède une grande agilité et sa spécialité est les attaques électriques. Elle est principalement de couleur rouge.
- Cyandog est le Medabot de Spike, il est principalement bleu. Possédant un médaillon du singe mais étant sous le signe du chien Cyandog a du mal à se faire maitriser par Spike, néanmoins il sera démontré plus tard que sous les ordres du Docteur Aki, il peut être un redoutable adversaire.
- Totalizer est le Medabot de Sloan, il est de type tortue et possède une très bonne défense et armure. Sa couleur principale est le jaune.
- Rokusho est un Medabot solitaire couleur gris et violet, préférant la paix plutôt que de prendre part a une robataille. Il est, avec Baton, le perroquet, l'ancien Medabot du Professeur Hushi qui disparu lors de l'incendie qui ravagea leur maison. Après cela Rokusho perdu quelque peu la mémoire. Des fragments de souvenir du professeur lui revinrent ensuite. Il rencontra Ikki et Metabee et refusa le défi que lui proposa celui-ci.
- Kantaroth est le Medabot de Rintaro, il possède a peu de choses près le même apparence que Metabee. Il est doré et son coup spécial est la tête chercheuse.

## Personnages secondaires
- La Mère de Ikki est une femme douce et gentille qui conserve son calme en toute circonstance. Elle inculque les valeurs de l'argent à Ikki en refusant de lui acheter un medabot, lui répondant que pour pouvoir en obtenir un, il devrait économiser son argent de poche.
- Le père de Ikki est un homme très gentil qui travaille souvent en déplacement. Il aime sa femme et son fils et ferait n'importe quoi pour les protéger ou leur venir en aide.
- Henry / le fantôme renégade / Galactix est un vendeur de medabots, il est celui qui a vendu son medabot à Ikki. Il sait donc tout ce qu'il y a à savoir sur les medabots et conseille nos héros dès qu'ils ont besoin d'aide. Sous cette couverture de gentil vendeur se cache le fantôme renégat célèbre voleur de médaillons rares.
- Docteur Aki n'est autre que l'inventeur des medabots, ils les a conçu et continue encore aujourd'hui de les étudier. Il se trouve aussi être l'oncle de Krin qu'il apprécie particulièrement. Il voit en Ikki un certain talent et lui propose de l'entrainer.
- Professeur Hushi était le propriétaire de Rokusho et de Baton, tout comme le Docteur Aki, il contribua au progrès de la fabrication des medabots. Mais le jour où un incendie se déclencha dans sa maison, il disparut sans laisser de traces.
- Le vendeur de poussins toujours là pour donner de précieux conseils philosophiques sur la vie à Ikki quand il en a besoin, ne voulant pour autant que vendre ses petits poussins qui se bousculent dans son carton.
- L'arbitre est toujours la pour arbitrer les robatailles qui s'annoncent. Il surgit souvent de n'importe ou pour pouvoir lancer et officialiser les combats en prenant soins d'énoncer les règles avant chacun d'eux.

### Le gang du Latex
- Docteur Armond (alias Dr. Meta-Evil) est le leader officiel du Gang du Latex ou Rubberrobo Gang.
- Seaslug est le chef des quatre antagonistes principaux de la série, obscur et immature il fait partie du groupe Rubberobo. Il a les cheveux chaton foncé et une grande mèche tombante. Son vrai nom est Seymore Slugbottom.
- Gillgirl fait partie du groupe des quatre bandits, elle est la seule fille du groupe, et a les chevaux châtains. Son vrai nom est Gilda Girlnikova.
- Shrimplips - fait partie du groupe des quatre bandits, il est le plus petit et le plus jeune de la bande. Il a une mèche blonde qui se dresse au-dessus de son front et a toujours une tétine dans la bouche. Son vrai nom est Shrimpy Lipowitz.
- Squidguts - est le quatrième membre de la bande, il est le plus musclé et le plus grand du groupe. Quand il retire son déguisement de latex, on constate qu'il est dégarni et des cheveux noirs sur le côté de son crâne. Il a une cicatrice à son œil gauche. Son vrai nom est Guido Gudalucci.
- Mme Starfish est la petite amie de Seaslug / Seymore, qui a rejoint le groupe après avoir omis de le convaincre de le quitter. Elle est également connue sous le nom de Mme Caviare, mais son prénom est inconnu.

## Distribution
Voix japonaises :
- Michiru Yamazaki : Ikki Tenryo
- Eri Sendai : Arika
- Junko Takeuchi : Metabee
- Akira Nakagawa : Tawaraama
- Chieko Higuchi : Rintaro
- Isao Shinohara : Rokushou
- Kōichi Tateishi : Cyandog
- Maaya Sakamoto : Karin
- Masahiro Shibahara : Joe Suihan

 Voix françaises:
- Raphaëlle Bruneau: Ikki
- Fanny Roy: Erika
- Aurélien Ringelheim: Kôji Karakuchi
- Laurent Vernin: Dr. Aki
- Alice Ley: Karin
- Peppino Capotondi: Poulpor
- Bruno Mullenaerts: Henry, Renegade, Fantôme Galatix
- Nathalie Stas
- Version Française : MADE IN EUROPE
- Adaptation : Françoise Boublil
- Directrice de Plateau : Ioanna Gkizas